# Nicola Boem
Nicola Boem (San Donà di Piave, 27 september 1989) is een Italiaans voormalig wielrenner die tussen 2013 en 2017 reed voor Bardiani CSF. In 2011 eindigde hij als vijfde in de Coupe des nations Ville Saguenay. In 2015 won hij de tiende etappe in de Ronde van Italië.

## Belangrijkste overwinningen
2010
6e etappe Ronde van de Aostavallei
2011
Giro del Belvedere
2012
Trofeo Matteotti, Beloften
2014
6e etappe Ronde van Denemarken
2015
10e etappe Ronde van Italië

## Resultaten in voornaamste wedstrijden
| Jaar | Ronde van Italië | Ronde van Frankrijk | Ronde van Spanje |
| ---- | ---------------- | ------------------- | ---------------- |
| 2013 | 137e             |                     |                  |
| 2014 | 128e             |                     |                  |
| 2015 | 159e (1)         |                     |                  |
| 2016 | 139e             |                     |                  |
| 2017 | 152e             |                     |                  |

| Jaar | Milaan-San Remo | Gent-Wevelgem | Amstel Gold Race |
| ---- | --------------- | ------------- | ---------------- |
| 2013 | opgave          |               |                  |
| 2014 | opgave          |               | opgave           |
| 2015 | opgave          |               | opgave           |
| 2016 | opgave          | opgave        | opgave           |
| 2017 | opgave          |               | opgave           |

## Ploegen
- 2012 –  Colnago-CSF Inox (stagiair vanaf 1-8)
- 2013 –  Bardiani Valvole-CSF Inox
- 2014 –  Bardiani CSF
- 2015 –  Bardiani CSF
- 2016 –  Bardiani CSF
- 2017 –  Bardiani CSF

Andreetta · Barbin · Battaglin · Boem · Bongiorno · Chirico · Colbrelli · Manfredi · Piechele · Pirazzi · Ruffoni · Simion · L.Sterbini · S.Sterbini · Tonelli · Zardini
Andreetta · Barbin · Boem · Bongiorno · Chirico · Ciccone · Colbrelli · Maestri · Pirazzi · Rota · Ruffoni · Simion · L.Sterbini · S.Sterbini · Tonelli · Velasco · Zardini
Albanese · Andreetta · Barbin · Boem · Bresciani · Ciccone · Maestri · Maronese · Pacinotti · Pirazzi · Rota · Ruffoni · Simion · Sterbini · Tonelli · Velasco · Wackermann · Zardini · Fortunato (stagiair) · Orsini (stagiair)